# Confine tra Mozambico e Sudafrica
Il confine tra il Mozambico e il Sudafrica è diviso in due segmenti, separati dal regno di eSwatini. Il segmento settentrionale, corre da nord a sud lungo i Monti Lebombo dallo Zimbabwe a eSwatini. Il segmento meridionale, corre da est a ovest attraverso il Maputaland da eSwatini all'Oceano Indiano. Il confine ha una lunghezza totale di 496 km.

## Geografia
Il triplice confine con lo Zimbabwe si trova al Crooks' Corner, nel fiume Limpopo e vicino alla sua confluenza con il fiume Luvuvhu. Il confine corre in rettilineo da questo triplice confine al fiume Shingwedzi, e quindi lungo una serie di linee rette che uniscono i fari in via generale lungo la parte superiore del versante orientale dei Monti Lebombo. Il tracciato attraversa i fiumi Olifants, Sabie e Komati. Questo segmento del confine termina al triplice confine settentrionale di eSwatini a Mpundweni Beacon vicino a Namaacha.
Il triplice confine meridionale di eSwatini si trova ad Abercorn Drift nel fiume Usutu (o fiume Maputo), dove il confine tra Mozambico e ed eSwatini lungo i monti Lebombo incontra il fiume. Da qui il confine segue l'Usutu fino alla sua precedente confluenza con il fiume Pongola; la posizione della confluenza è cambiata da quando il confine è stato delimitato. Il confine corre quindi in direzione est lungo delle linee rette che uniscono i fari pressappoco alla stessa latitudine della confluenza Usutu-Pongola (circa 26° 52′ sud). Incontra l'Oceano Indiano sotto la vetta del Monte Ouro, appena a sud di Ponta do Ouro.

## Storia

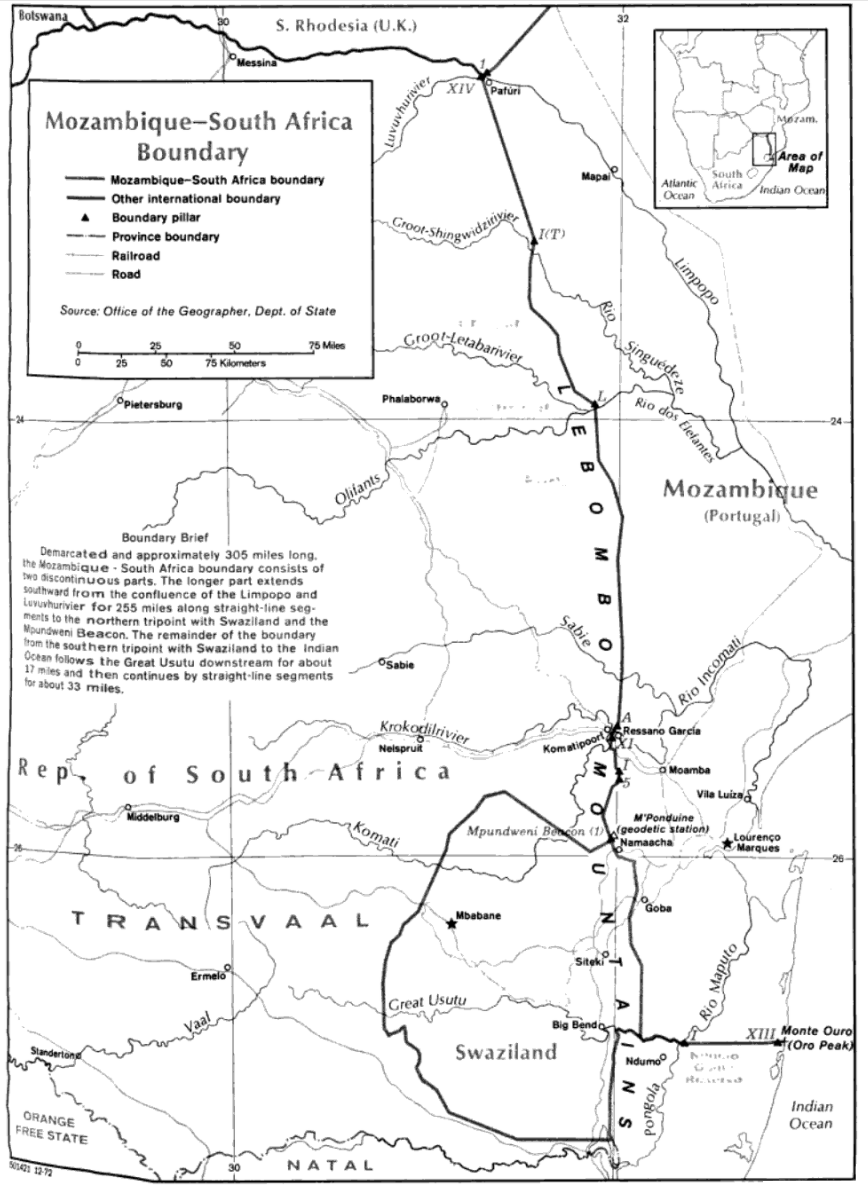
Mappa del confine tra Mozambico e Sudafrica

Una prima delimitazione risale a un trattato del 29 luglio 1869 tra il Portogallo e il Sudafrica riguardante la parte settentrionale del confine. Esso fu sostituito da un nuovo trattato del 1875 ma che non includeva la delimitazione dei rispettivi confini poiché furono considerati fissi. Il Regno Unito, in qualità dello Stato del Transvaal, confermò il trattato del 1875 con il Portogallo mediante uno scambio di ratifiche a Lisbona il 7 ottobre 1882. Una controversia tra il Portogallo e il Regno Unito relativa alle rivendicazioni territoriali nella baia di Delagoa a sud di Maputo (chiamata all'epoca Lourenco Marques) fu sottoposta a un arbitrato condotto dal presidente-maresciallo francese Mac-Mahon. Nel 1875 egli accettò la maggior parte delle richieste portoghesi che davano al Portogallo sia la baia che l'area adiacente a sud.
Nel 1888 una commissione congiunta di confine composta da rappresentanti di Regno Unito, Portogallo, Swaziland e Sudafrica convenne che il limite meridionale del confine Mozambico-Swaziland fosse il Grande Usutu, che continuava verso nord lungo i Monti Lebombo.
Nel 1895, il Regno Unito acquisì la sovranità della Transpongola che fu annessa al Regno di Zulu. Il suo limite settentrionale rappresenta la base dell'attuale confine fluviale tra il Mozambico e il Sudafrica lungo la Grande Usutu e del confine tra eSwatini e Sudafrica nell'area adiacente alla provincia di Natal.
Il regno Zulu fu annesso al Natal il 1º dicembre 1897. Uno scambio di note anglo-portoghese del 6 ottobre 1927, approvò una delimitazione comune del settore di confine tra il Groot-Shingwidzirivier e il Limpopo e stabilì un triplice confine preciso con eSwatini, a nord, a Mpundweni Beacon. Il triplice confine con la Rhodesia meridionale (l'odierno Zimbabwe) venne determinato su un punto del Limpopo da uno scambio di note tra Gran Bretagna e Porto il 29 ottobre 1940.

## Attraversamenti

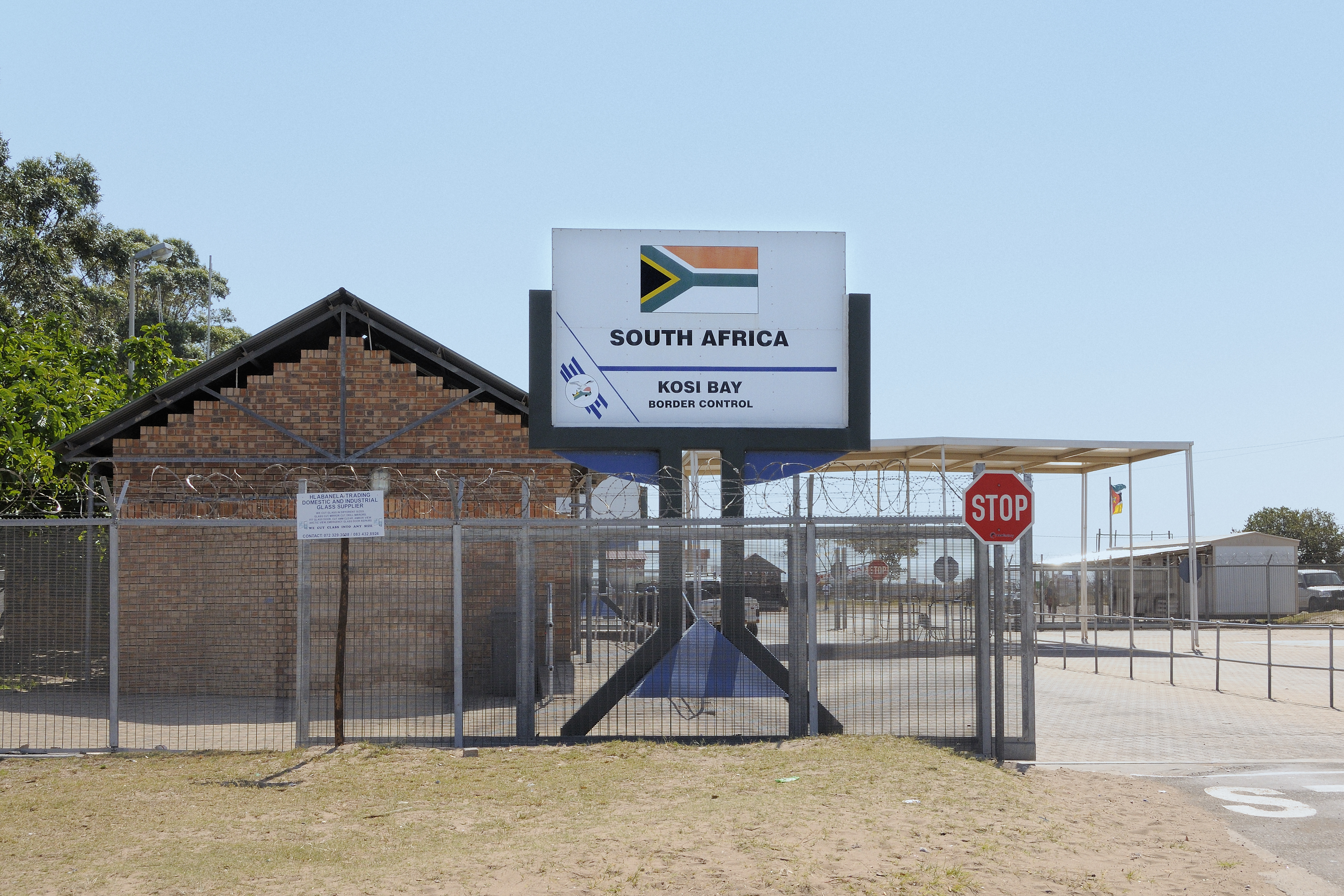
Posto di confine della baia di Kosi nella parte meridionale del confine

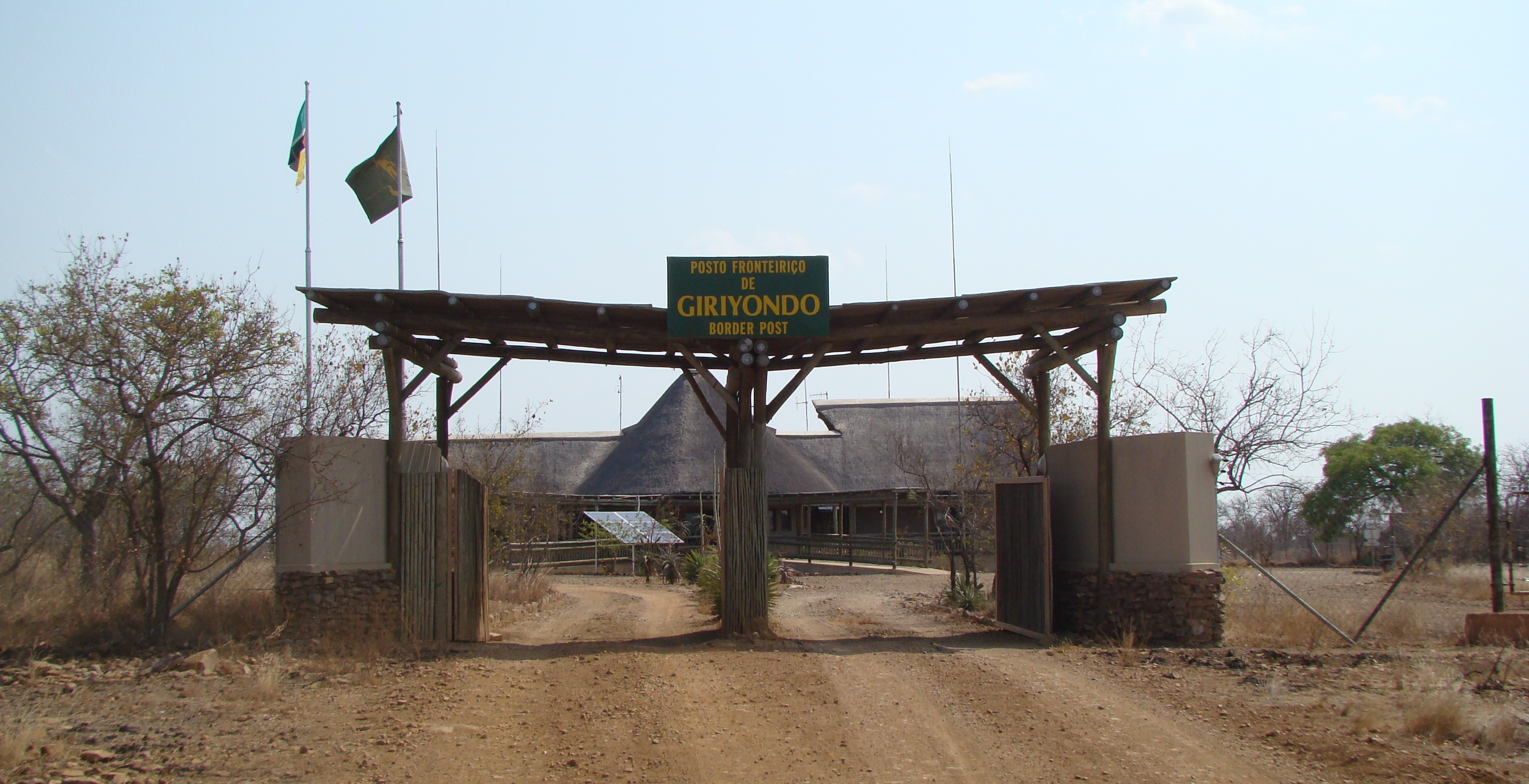
Il valico di frontiera più piccolo e più recente è Giriyondo nel parco nazionale Kruger

Ci sono quattro valichi di frontiera ufficiali, tre nel segmento settentrionale e uno nel segmento meridionale. Il passaggio principale è Ressano Garcia/Lebombo, dove l'autostrada e la ferrovia del corridoio di Maputo attraversano il confine. Gli incroci sono elencati da nord a sud nella tabella sottostante. I governi di Mozambico e Sudafrica hanno annunciato il 18 marzo 2018 che il confine di Ressano Garcia sarebbe stato aperto 24 ore su 24 a partire dall'aprile dello stesso anno.
| Mozambico               | Mozambico          | Sudafrica | Sudafrica          | Orari di apertura                                    | Appunti                                                                            | Coordinate geografiche |
| Strada                  | Posto di frontiera | Strada    | Posto di frontiera | Orari di apertura                                    | Appunti                                                                            | Coordinate geografiche |
| ----------------------- | ------------------ | --------- | ------------------ | ---------------------------------------------------- | ---------------------------------------------------------------------------------- | ---------------------- |
| Segmento settentrionale |                    |           |                    |                                                      |                                                                                    |                        |
|                         | Pafuri             | S63       | Pafuri             | 8:00-16:00                                           | Attraversamento nel Parco Transfrontaliero del Grande Limpopo                      | 22.449°S 31.3157°E     |
|                         | Giriyondo          | H15       | Giriyondo          | 8:00-16:00 ottobre-marzo 8:00-15:00 aprile-settembre | Attraversamento nel Parco Transfrontaliero del Grande Limpopo; solo uso turistico. | 23.584°S 31.66°E       |
| EN4                     | Ressano Garcia     | N4        | Lebombo            | 6:00–24:00                                           |                                                                                    | 25.4431°S 31.9867°E    |
| Segmento meridionale    |                    |           |                    |                                                      |                                                                                    |                        |
|                         | Ponta do Ouro      | R22       | Kosi Bay           | 8:00-16:00                                           |                                                                                    | 26.8643°S 32.8293°E    |

## Ecosistemi
Il parco transfrontaliero del Grande Limpopo collega il parco nazionale di Gonarezhou (Zimbabwe), il parco nazionale Kruger (Sudafrica) e il parco nazionale del Limpopo (Mozambico).